# ポルシェ・907
ポルシェ907（Porsche 907 ）は国際自動車連盟 (FIA) 規定のグループ6用に開発され、1967年にデビューしたプロトタイプレーシングカーである。

## 概要
ポルシェは910を主力として戦いつつ、重点レースのル・マン24時間レースに向けて907を開発した。おもに空気力学の追求を課題として、シュトゥットガルト工科大学とフォルクスワーゲン工場の風洞で実験を行った。
水平対向エンジンは910と同じく1,991 cc6気筒と2,195 cc8気筒の2タイプ。シャーシの構造も変わらないが、右コーナーの多い時計回りのサーキットに適すよう、ステアリング位置が左側から右側に変更された。
ボディは高速用のロングテールを前提としてデザインされ、906のロングテールよりも一体化したフォルムとなった。操縦席のルーフは910よりも低く狭くなり、ウィンドシールドは傾斜の緩やかな形状となった。リアフェンダー上の吸気口はなくなり、テール後端のシュノーケル型ダクトからギアボックス冷却気を取り入れた。910よりも空気抵抗が14%減少し、ル・マン本戦では最高速度が30 km/h近く向上した。
1968年にはロングテールに加え、テクニカルコース用で全長4,020 mmのショートテールボディも製作された。エンジンは2,195 cc8気筒のみを使用し、オイルクーラーの位置がノーズ先端付近に移動されている。

## レース戦績

### 1967年
1967年4月のル・マン・テストデーで初公開され、ル・マン24時間レース本戦で6気筒の907/6が実戦デビュー。ジョー・シフェール/ハンス・ヘルマン組が総合5位に入賞し、前年に続き性能数値賞（Index of Performance）を獲得した。

### 1968年
1968年シーズンは3リットルマシン908が登場するまで、8気筒の907/8がワークスの主力マシンとして使用された。国際メーカー選手権開幕戦デイトナ24時間レースにはロングテールで出場し、ヴィック・エルフォード/ヨッヘン・ニーアパッシュ組が優勝。2位・3位の907とともに3台横に並んでチェッカーフラッグを受け、前年フェラーリが演じた「デイトナフィニッシュ」を再現した。
第2戦セブリング12時間レースよりショートテールを投入し、シフェール/ヘルマン組が優勝（ワンツーフィニッシュ）。第5戦タルガ・フローリオではヴィック・エルフォード/ウンベルト・マリオーリ組が逆転優勝し、メーカーとして3連覇を達成した。
第6戦では908が初優勝し、以後907はバックアップ戦力に廻された。最終戦ル・マン24時間レースではプライベーターの907ロングテールがワークスの908を抑えて2位を獲得した。